# Cotula zeyheri
Cotula zeyheri là một loài thực vật có hoa trong họ Cúc. Loài này được Fenzl mô tả khoa học đầu tiên năm 1865.